# Atriaux
Les atriaux, ou attriaux, sont une spécialité culinaire de Suisse romande, et de Savoie.
Les atriaux sont composés de viande hachée de porc frais, de foie de porc haché, de persil et d'épices, le tout façonné en boulettes et emballé dans une crépine de porc. Les atriaux se rôtissent à la poêle et se servent avec un jus au vin blanc.
On les déguste chauds ou éventuellement froids.

## Notoriété
Les atriaux sont connus à Genève depuis le XVIIe siècle, comme l'atteste le quinzième couplet du Cé qu'è lainô :

« Et poi saplia queman dés atrio. »

« Et puis [ils furent] taillés comme des atriaux. »

Dans le canton du Jura, ils font partie intégrante du traditionnel menu de la Saint-Martin.